# Цешин

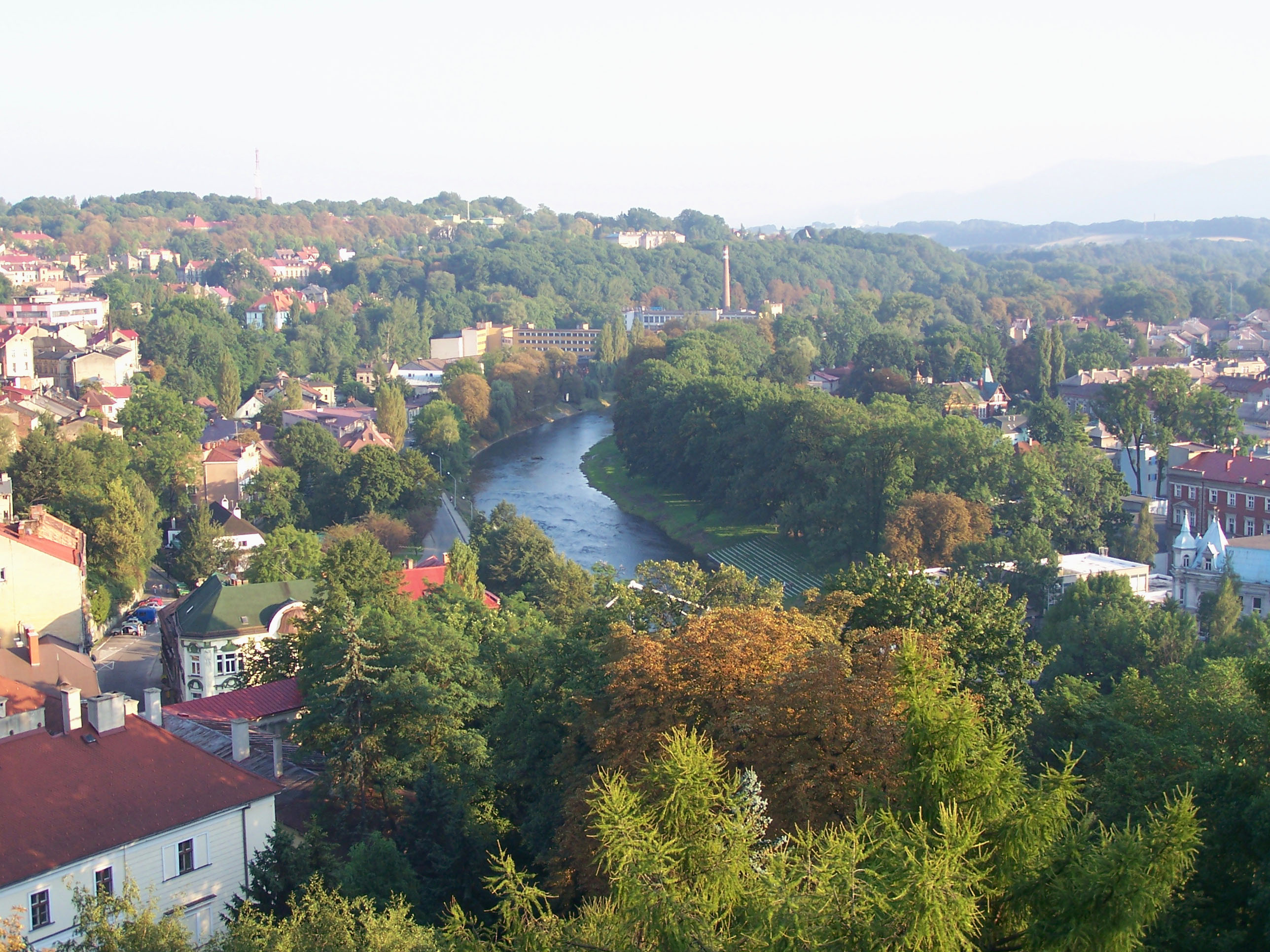
Розділене місто. Цешин (ліворуч), річка Ольза та Чеські-Тешин (праворуч).

Це́шин (пол. Cieszyn), також історично відомий як Тешин (нім. Teschen, чеськ. Těšín) — місто в Польщі, у Цешинському повіті, Сілезького воєводства. Розташоване на півдні країни. Населення 36,109 мешканців (2004). Цешин лежить на річці Ольза, притоці Одеру, навпроти міста Чеський Тешин (Český Těšín).
Місто розміщене в серці історичного регіону Цешинська Сілезія. До кінця Першої світової війни (1918) був столицею Цешинського князівства (Тешинського герцогства). У 1920 Цешинська Сілезія була поділена між двома новоствореними державами Польщею і Чехословаччиною. Невеликі західні передмістя Цешина відійшли до Чехословаччини як нове місто Чеський Тешин. Велика історична частина міста відійшла до Польщі як Цешин.
У місті є особливості забудови як польської, так і австрійської. Через декілька великих пожеж і подальших реконструкцій (витриманих в стилі кінця 18-го сторіччя, мальовниче старе місто іноді називають Маленьким Віднем. Чого варті рештки стародавнього замку — квадратна вежа, XII-го століття і каплиця в романському стилі, X століття, яка зображена на 20-злотовій банкноті.

## Назва
- Цешин (пол. Cieszyn)
- Тешин (чеськ. Těšín, лат. Tessin)
- Тешен (нім. Teschen)

## Історія
Історія Цешина бере свій початок з IX століття і пов'язана з містом слов'янського племені Голеншице. У 1290 році землі Освенцима та Цешина були об'єднані в Цешинське князівство під правлінням династії П'ястів, яке фактично проіснувало до 1918 року. У 1653 року князівство відійшло до австрійської династії Габсбургів. У 1742 році після Першої сілезької війни більша частина Сілезії перейшла до Пруссії, але Цешин залишився під Австрійським контролем як частина Австрійської Сілезії. У 1804 році Цешинське герцогство стало частиною Австрійської імперії, а з 1867 частиною Австро-Угорщини.
Тешин був столицею Цешинського герцогства. У Тешин приїздили, Марія Терезія і Фрідріх II при підписанні 13 травня, 1779, Тешинського договору, який припиняв війну за Баварській спадок. Тешин був відомий релігійною і культурною різноманітністю, маючи німецьку, польську, єврейську і чеську громаду.
Була також мала, але впливова угорська громада, що охоплювала здебільшого офіцерів і посадовців.
Згідно з австрійським переписом 1910 року місто мало 22,489 мешканців, з них 13,254 (61.5 %) були німецькомовні, 6,832 (31,7 %) польськомовні і 1,437 (6.7 %) чеськомовні. Євреям не дозволялося називати рідною мовою їдиш, тому більшість з них вважались німецькомовними. Найчисельнішими релігійними громадами були католики — 15,138 (67.3 %), протестанти — 5,174 (23 %) та юдеї з 2,112 (9,4 %).
Після розпаду Австро-Угорщини 5 листопада 1918 року Національна рада Тешинського герцогства (пол. Rada Narodowa Księstwa Cieszyńskiego) підписала договір з чеським місцевим урядом (чеськ. Národní výbor pro Slezsko) про розподіл Тешинської Сілезії. Область була важлива для Чехії бо містила залізницю, що сполучала Чеську Сілезію зі Словаччиною (Кошице-Богумінська залізниця була однією з двох залізниць, які пов'язали чеські провінції із Словаччиною у той час). Область — багата на кам'яне вугілля. Багато важливих вугільних шахт, і металургійних заводів було там. 23 січня 1919 року Чехословаччина ввела війська в Тешинську область і зайняла її. Лише 3 лютого сутичка припинилася. В липні 1920 згідно договору Спа місто було поділено, залишивши велику польську меншину на чехословацькій стороні. З польської частини Тешинської Сілезії було утворене Сілезьке воєводство, що охоплювало Цешинський повіт, західну частину Бельського повіту, і західну частину міста Бельсько-Бяла. Із чехословацької частини утворився Мораво-Сілезький край, який охоплював Карвинський окрес, східні частини Фридек-Містек та Острава. 
Місто було поділено в липні 1920 року за Спа договором системи Версальських угод, залишивши велику польську меншину на чехословацькій стороні. Невеликі західні передмістя Тешину стали Чеським-Тешином в Чехії. Обидва міста було об'єднано знову в жовтні 1938, коли Польща анексувала Заолжя разом з Чеським-Тешином(чеськ. Český Těšín). У 1939 вся Тешинська Сілезія був анексована німецькими військами і протягом Другої Світової війни була частиною Нацистської Німеччини. 3 травня 1945 року місто було зайняте радянськими військами. Після війни кордон між Польщею і Чехословаччиною було повернено до стану на 1920. В післявоєнний період Цешин не розвивався так само динамічно, як інші міста в Сілезії в основному виготовляючи продукцію середнього значення.
В Цешині у 1920—1930-х років існували переправи через річку Ольза, якими курсували кур'єри доставки редагованої та виданої у Празі агітаційно-пропагандивної літератури ОУН. У Кракові роботу крайової екзекутиви ОУН по переправлянню націоналістичної літератури через Цешин з Чехії виконував осередок, що складався з М. Климишина, Я. Карпинця та Л. Зацного. Література переправлялася на Львів. Через це польська поліція уважно стежила за всіма українцями, які з'являлися в Цешині.
У 1945—1991 роках в місті розміщувалася сторожова вежа армій прикордонної охорони. 16 травня 1991 року сторожова вежа перейшла в розпорядження прикордонної служби, яку використовували до 15 жовтня 2002 року, аж доки вона не була зруйнована. У 2007 році після розширення Шенгенської зони польсько-чеський кордон в Цешині було повністю відкрито. 

## Культура
Від XIX століття Цешинська Сілезія була важливим центром польського протестантизму. Нині у Цешині проводиться Цешинській літній кінофестиваль, один з найвпливовіших кінофестивалів у Польщі. Є також фестиваль словацько-чесько-польського фільму, музичний фестиваль «Viva il Canto».

## Промисловість
Цешин — важливий центр електромеханічної промисловості. Місто також має підрозділ цукеркової фабрики Olza Cieszyn (де відомий Prince Polo виробляє вафлі) і броварню Brackie. Головне джерело прибутку для багатьох громадян — торгівля з сусідньою Чехією і роздрібна торгівля. що йде транзитом через два мости через річку Ольза до Чеського-Тешину.

## Пам'ятки
- Замкова Гора (пол. Wzgórze Zamkowe; вул. Замкова) — на ньому, зокрема, романська ротонда св. Миколая (пол. Rotunda św. Mikołaja) з XI століття, готична Замкова Вежа (пол. Wieża Zamkowa) з XIV століття (т. зв. Пястовська вежа), палац Габсбургів (пол. Pałac Habsburgów) з XIX століття, фрагменти замку, пам'ятки природи;
- Парафіяльний костел св. Марії Магдалини (пол. Kościół parafialny św. Marii Magdaleny; пл. Домініканська), колись домініканська церква, одна з найстаріших у Цешині; готичні елементи XIII—XIV століть, перебудований після пожежі наприкінці XVIII століття; бароковий декор з XVIII століття.
- Костел св. Георгія (пол. Kościół św. Jerzego) з кінця XIV — початку XV століття.
- Костел св. Трійці (пол. Kościół św. Trójcy; пл. Льондзіна) — пізньоренесансний з кінця XVI — початку XVII століття з неоготичною вежею;
- Комплекс монастиря боніфратрів з церквою Успіння Пресвятої Діви Марії (пол. Zespół klasztorny bonifratrów z kościołem Wniebowzięcia NMP) з 1697—1714 років, перебудований у 1788 році.
- Костел Ісуса (пол. Kościół Jezusowy; пл. Костельна), розпочато будівництво у 1710 році, у 1750 році добудовано вежу; найбільша Євангельська церква Аугсбурзького віросповідання у Польщі.
- Костел св. Хреста (пол. Kościół św. Krzyża ojców Franciszkanów; вул. Шершніка), розбудований у XVIII столітті з герцогської каплиці XVII століття; бароковий декор, поряд францисканський монастир.
- Монастир, костел та шпиталь сестер Ельжбетанок (пол. Klasztor, kościół i szpital sióstr Elżbietanek) — величний архітектурний ансамбль початку XX століття.
- Забудова площі Ринок — кам'яниці, Ратуша (пол. Ratusz), готель «Під Брунатним Оленем», криниця з фігурою св. Флоріана.
- Старе місто — забудова вулиць Глибокої, Мєннічої, Старого Таргу, Сеймової, Нове Місто, Сьрутарської (пол. ul. Głęboka, ul. Miennicza, Stary Targ, ul. Sejmowa, ul. Nowe Miasto, ul. Śrutarska).
- Забудова вул. Пшикопа (пол. ul. Przykopa), розташованої над струмком — так звана «Цешинська Венеція» (пол. Cieszyńska Wenecja).
- Музей Цешинської Сілезії (пол. Muzeum Śląska Cieszyńskiego) у палаці Ларішів (пол. pałac Larischów; вул. Регера) — найстаріший публічний музей на польських землях, дуже багата експозиція, в тому числі готична фігура «Цешинської Мадонни» з 1375 року; сам будинок з кінця XVIII століття, поряд затишний Парк Миру (пол. Park Pokoju) з лапідарієм; у внутрішньому дворику — варта уваги кав'ярня «Muzeum».
- Криниця Трьох Братів (пол. Studnia Trzech Braci; вул. Трьох Братів) — місце легендарної зустрічі засновників міста, альтанка XIX століття.
- Старий та новий Єврейські цвинтарі при вул. Гажляскій.
- Братська Замкова Броварня (пол. Bracki Browar Zamkowy w Cieszynie, вул. Дояздова) — постійно діюча броварня з 1846 року.
- Театр ім. Адама Міцкевича (пол. Teatr im. Adama Mickiewicza, пл. Театральна) — псевдобароковий будинок у віденському стилі, початку XX століття.
- Забудова Верхнього Ринку (пол. Zabudowania Górnego Rynku; вул. Кохановського, вул. Гарнцарська і вул. Вища Брама) — кам'яниці, в основному з кінця XIX — початку XX століття;
- Садиба у Блогоціцях (пол. Dwór w Błogocicach; вул. Жеромського) — шляхетська садиба XVI — XIX століть.

Окрім того, у 1995 році до реєстру пам'яток було внесено урбаністичне планування міста Цешина.

## Демографія
Демографічна структура станом на 31 березня 2011 року:
|          | Загалом | Допрацездатний вік | Працездатний вік | Постпрацездатний вік |
| -------- | ------- | ------------------ | ---------------- | -------------------- |
| Чоловіки | 16865   | 3107               | 11735            | 2023                 |
| Жінки    | 19383   | 2926               | 11555            | 4902                 |
| Разом    | 36248   | 6033               | 23290            | 6925                 |

## Відомі люди

### Народилися
- Річард Пайпс — американський історик і автор декількох праць з історії СРСР та Росії.

### Померли
- Йозеф Бузек (1873—1936) — польський та галицький статистик, економіст, демограф, юрист, соціолог.

### Поховані
- Лев Левинський — український архітектор, автор багатьох церков у Східній Галичині. Похований на комунальному цвинтарі міста Цешин (сектор 3, ряд 12, могила № 19)[8].

## Галерея

Романська ротонда св. МиколаяРоманська ротонда св. Миколая
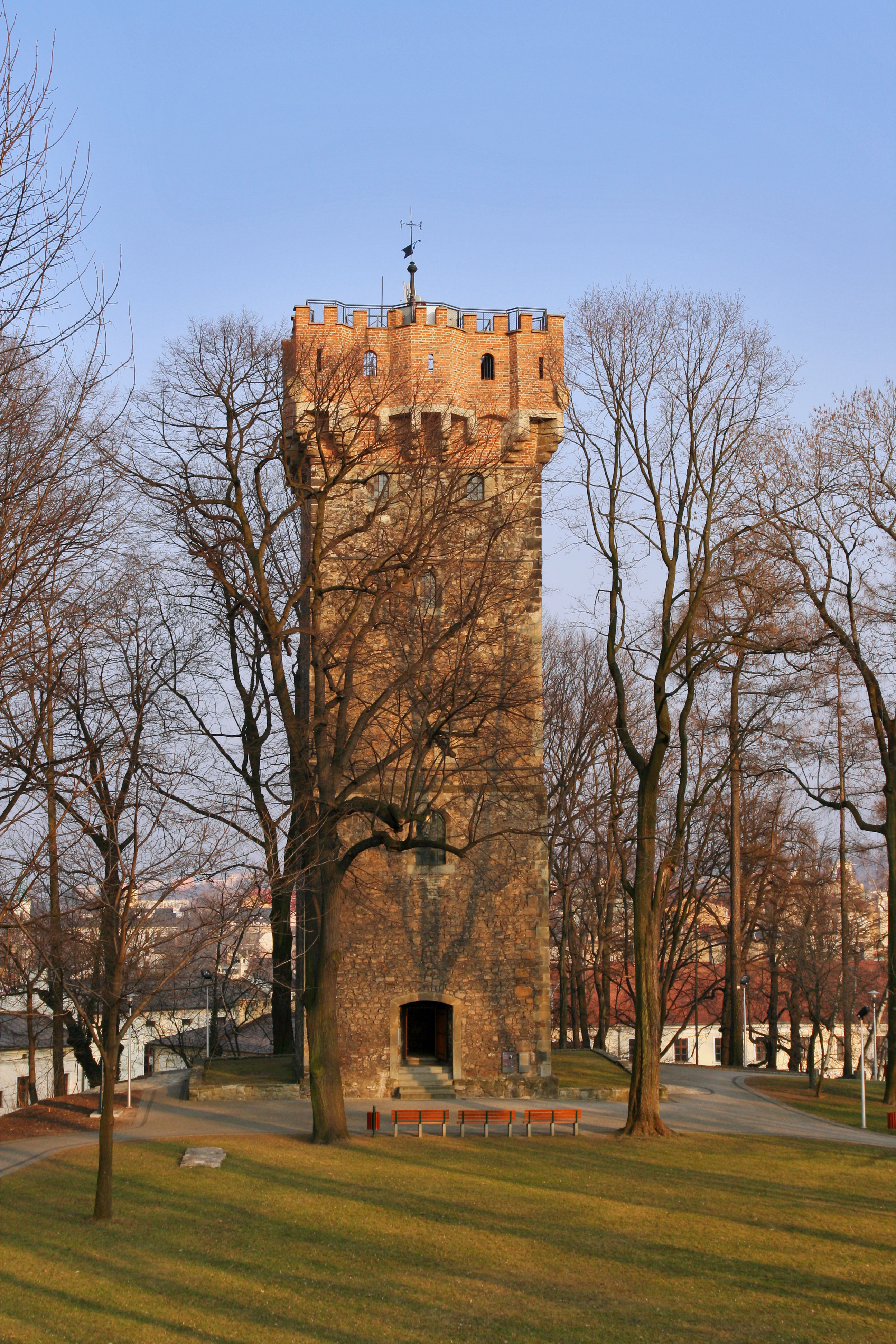
Вежа П'ястів
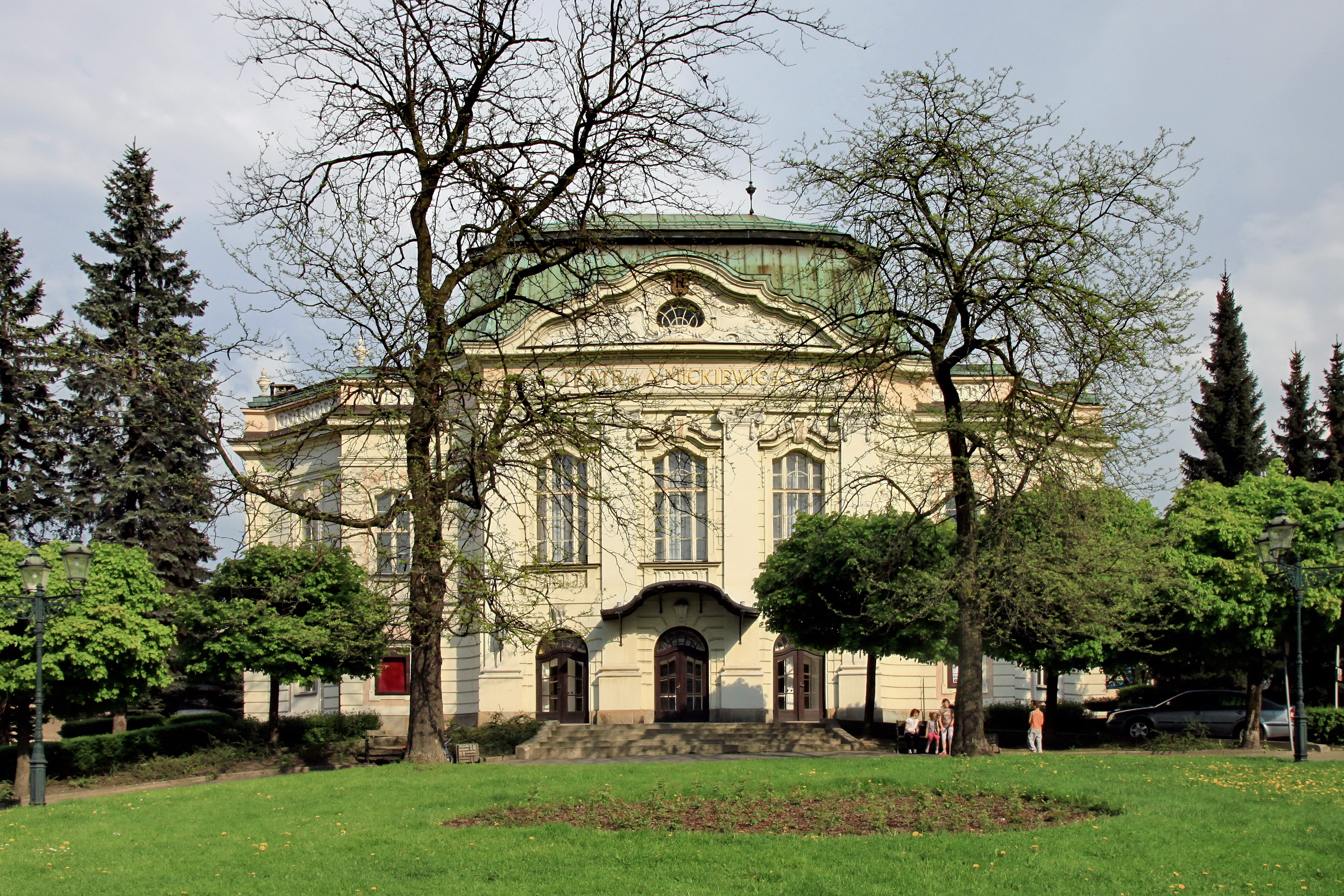
Театр ім. Адама Міцкевича
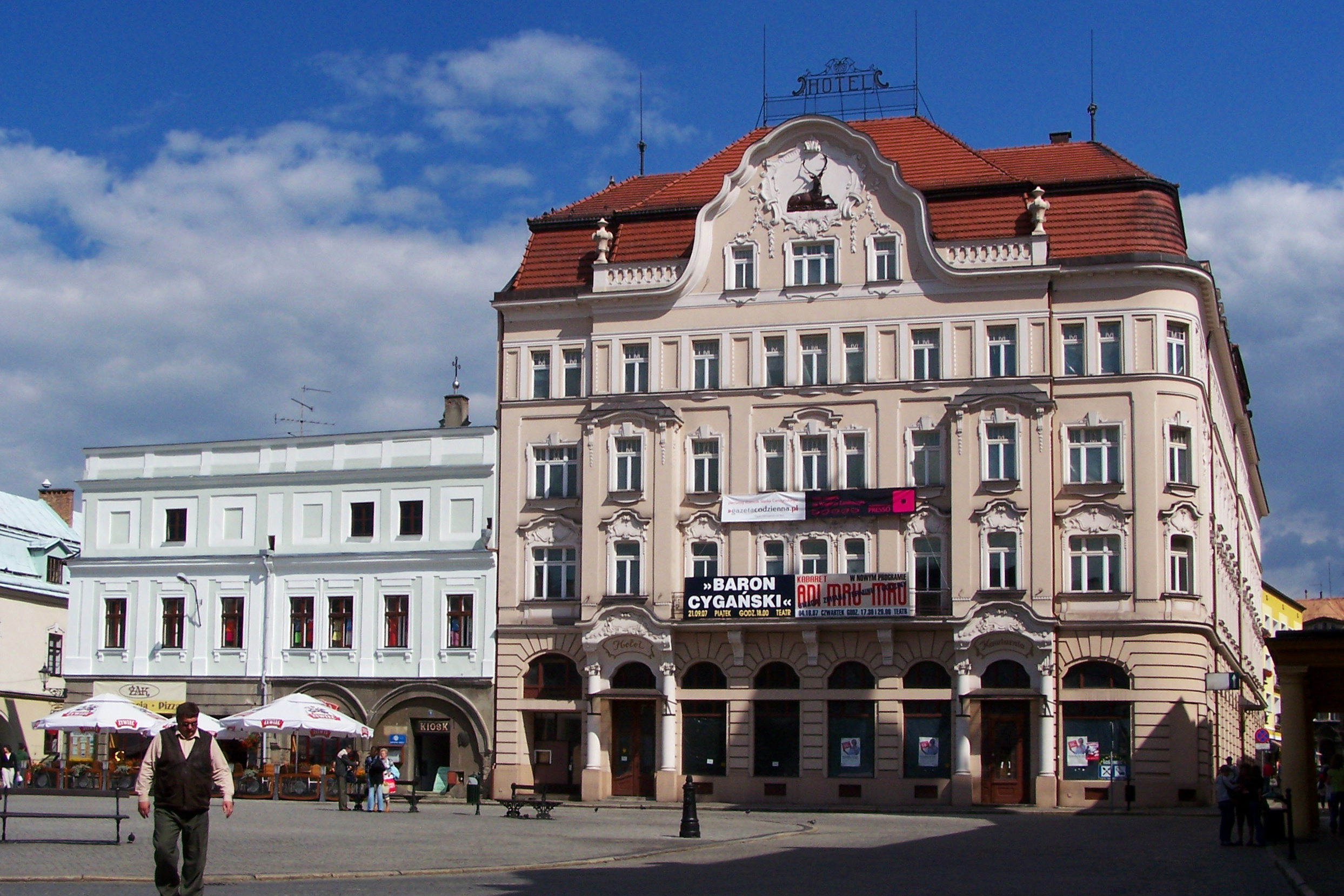
Готель на площі Ринок
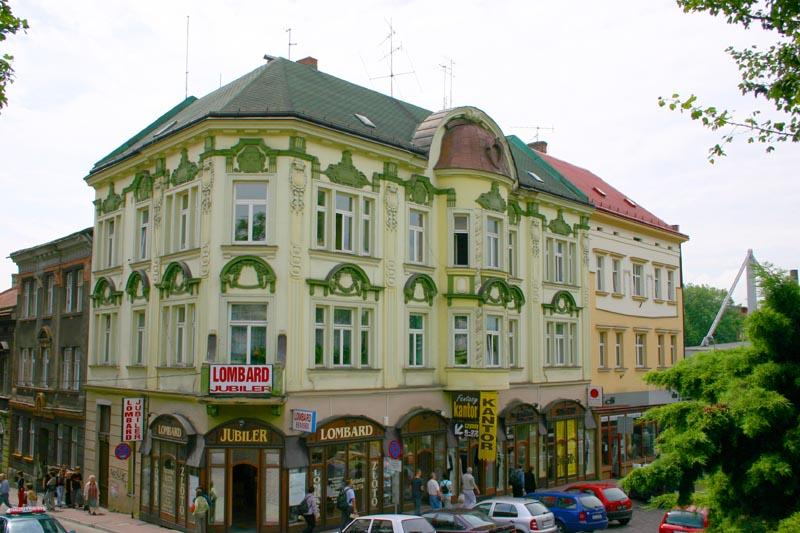
Біля чеського кордону під Замковою горою
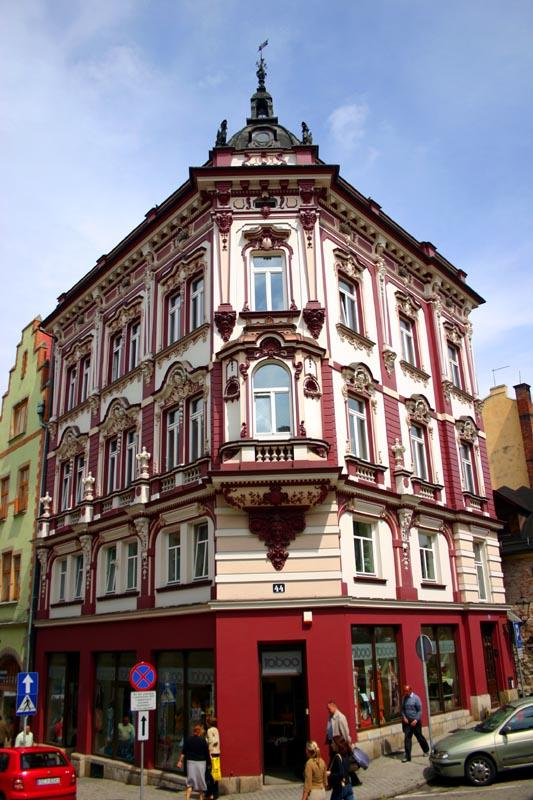
Кам'яниця на вул. Глибокій
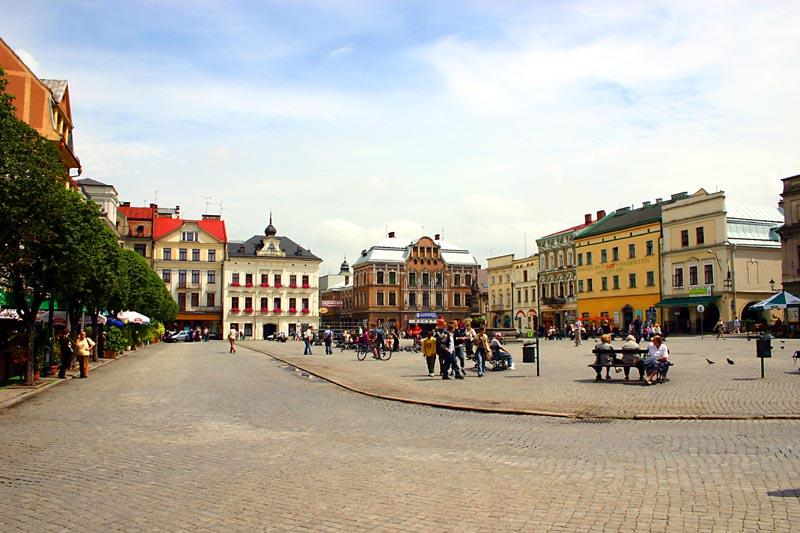
Цешинський ринок
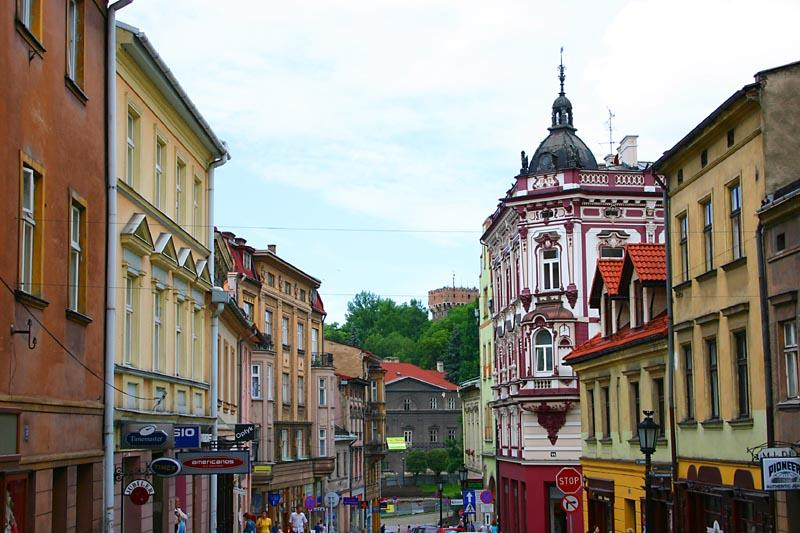
вул. Глибока
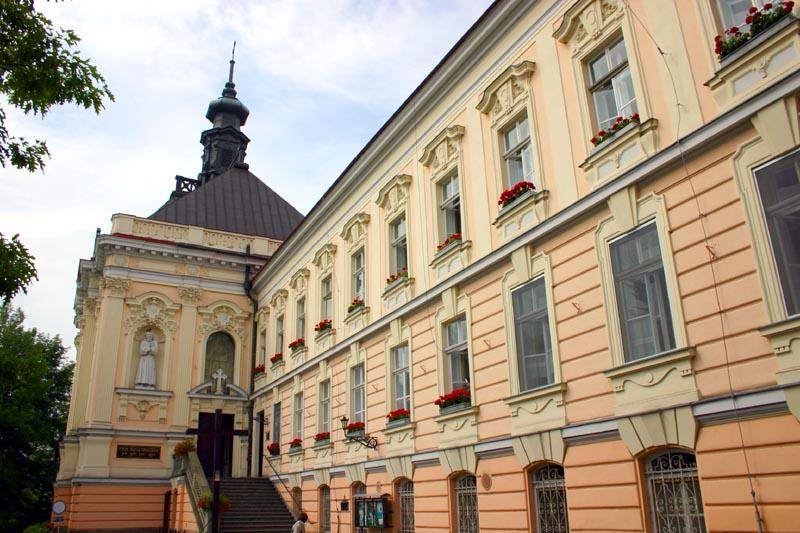
Монастирський комплекс сестер Ельжбетанок
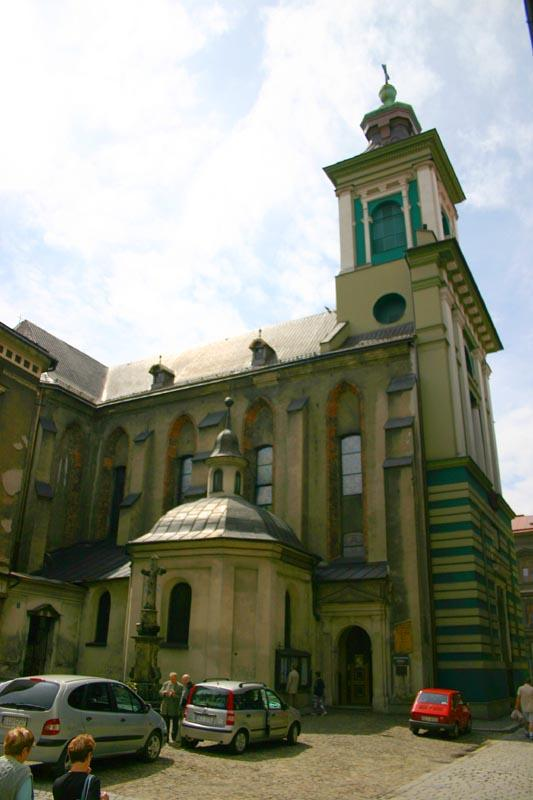
Парафіальна церква Св. Марії Магдалини
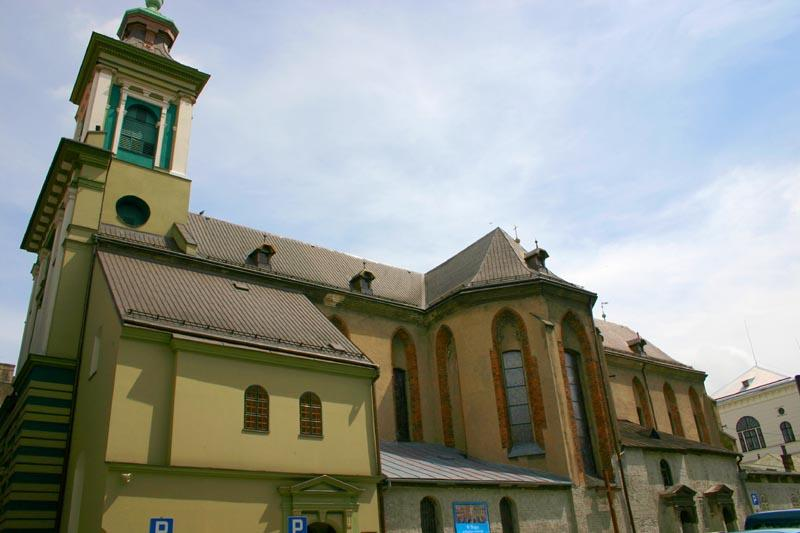
Парафіальна церква Св. Марії Магдалини
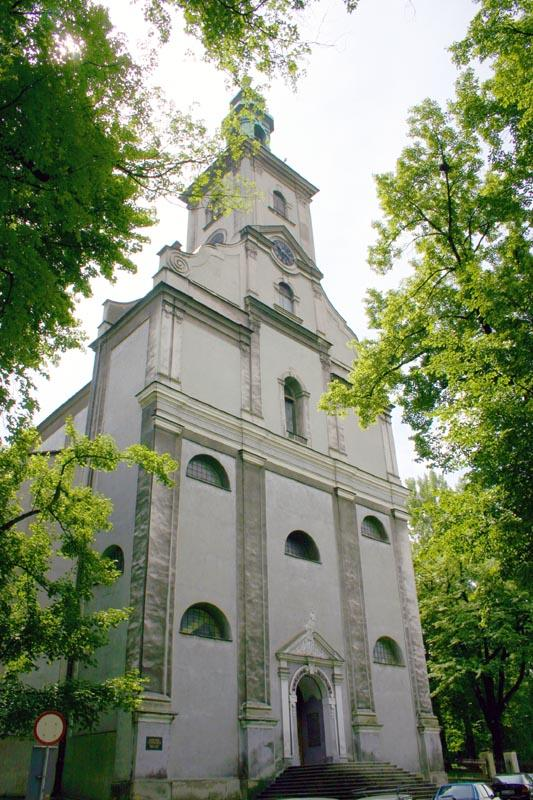
Церква Ісуса
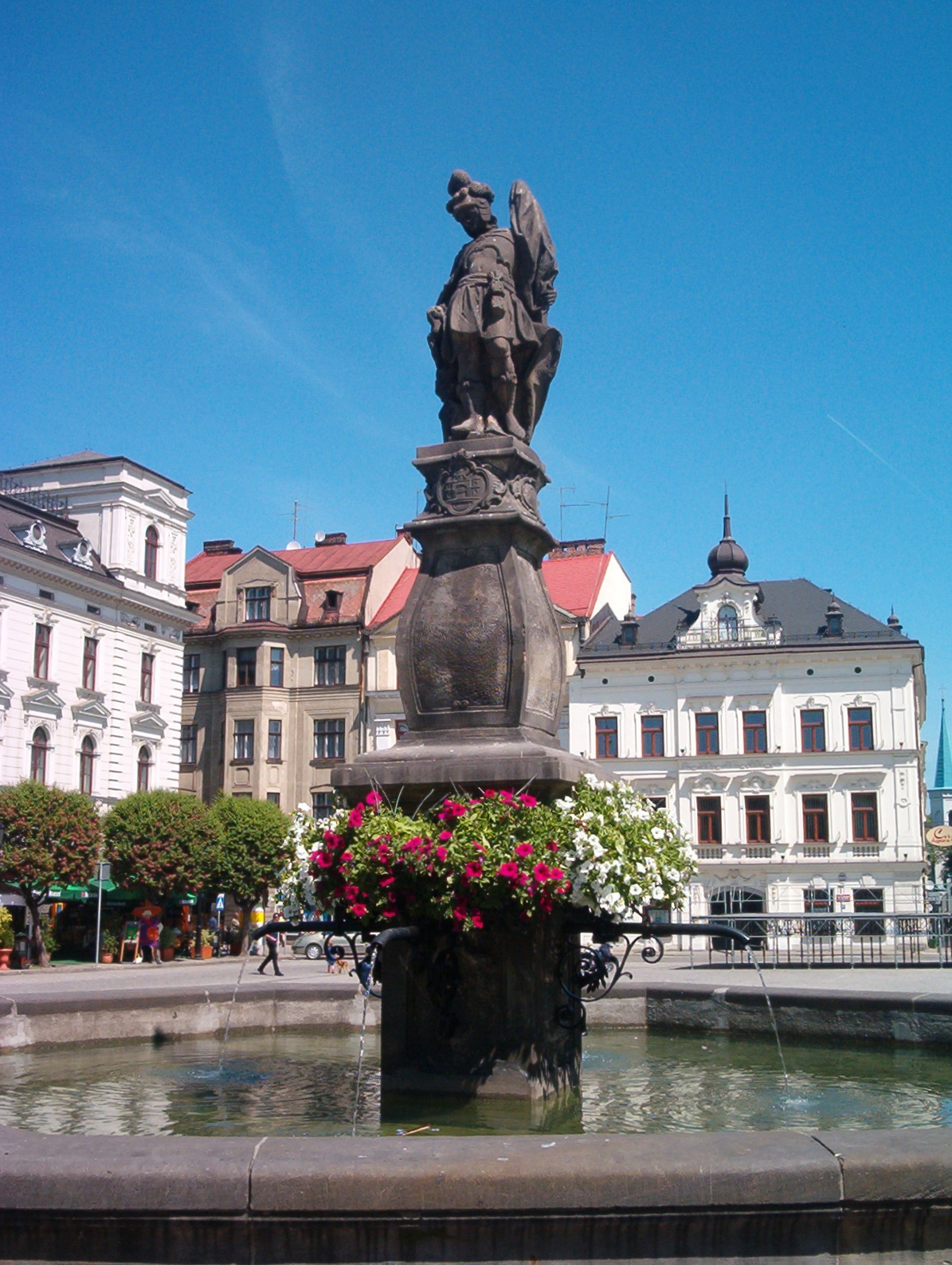
Фігура Св. Флоріана на Ринку
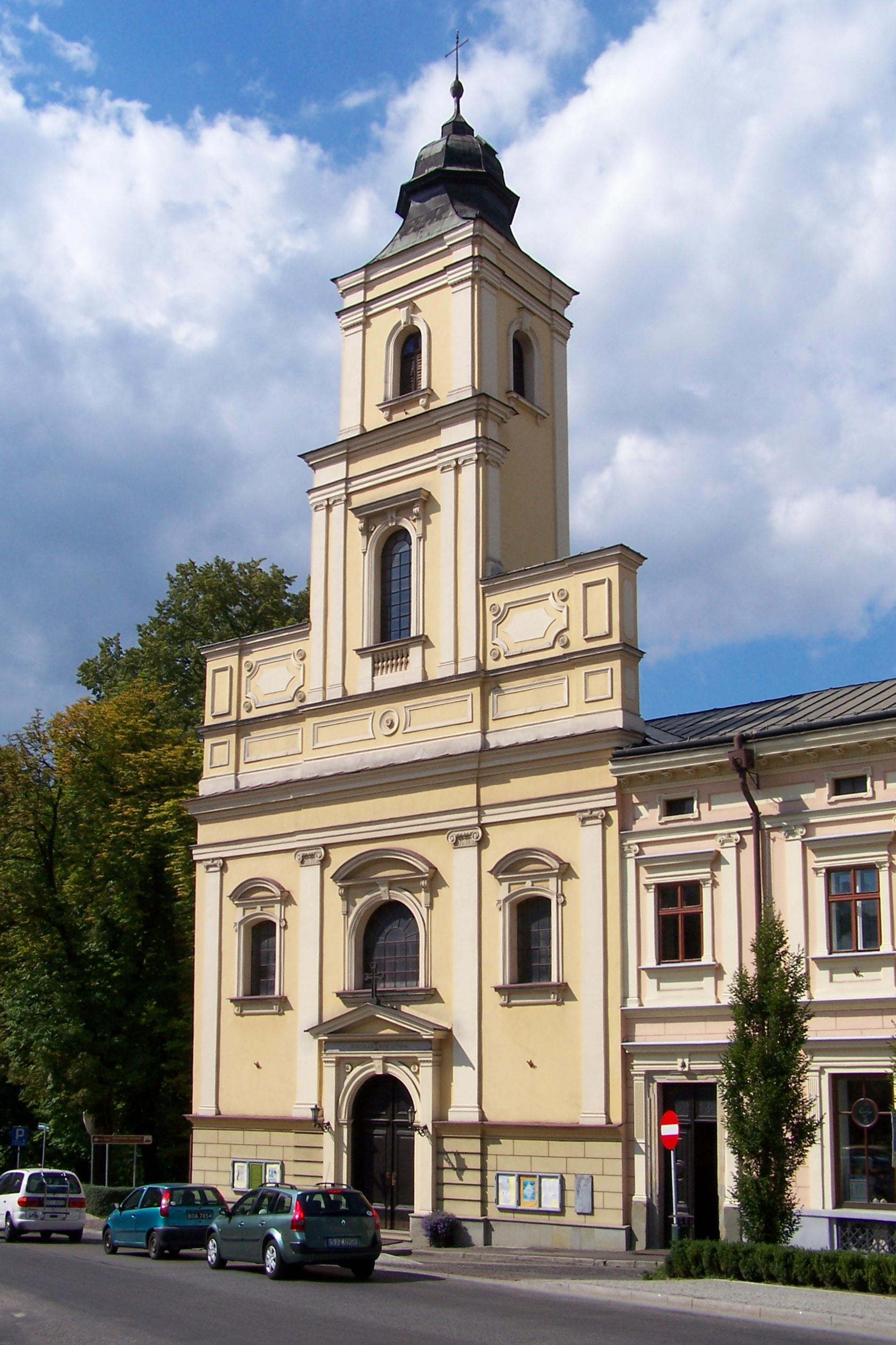
Церква Боніфратрів
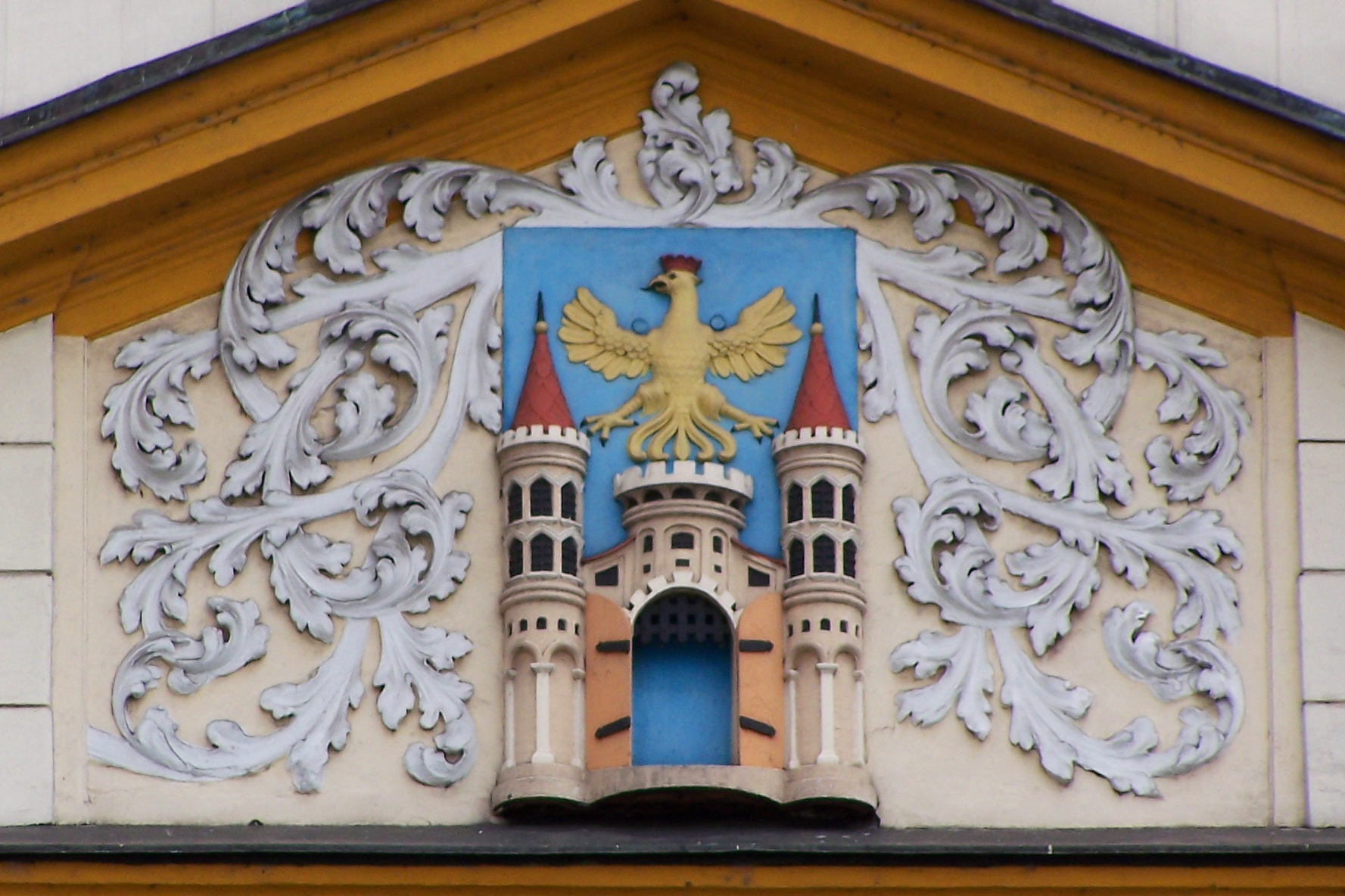
Міський герб